# Rue Riblette
La rue Riblette est une voie du 20e arrondissement de Paris, en France.

## Situation et accès
La rue Riblette est une voie publique située dans le 20e arrondissement de Paris. Elle débute au 13, rue Saint-Blaise et se termine au 3, rue des Balkans.

## Origine du nom
La villa tient son nom de celui du propriétaire des terrains sur lesquels elle a été ouverte.

## Historique
Cette voie de l'ancienne commune de Charonne est tracée sur le plan de Jouvin de Rochefort de 1672. À cette époque, elle était déjà entièrement bâtie.
Elle est classée dans la voirie parisienne en vertu du décret du 23 mai 1863.
Une partie de la voie délimitait la ZAC Ancien Village de Charonne.